# Лорес
Анђела Вранић (Београд, 30. јун 2004) познатија под уметничким именом Лорес, српска је певачица.
Играла је фолклор и има завршену  нижу музичку школу. Завршила 9.београдску гимазију, природно-математички смер, са одличним успехом. Студира. Године 2020. и 2021. објављује обраде песама на Јутјубу, које привлаче пажњу, потом учествује у пројекту Re:covered IDJ продукције, а онда учествује и у првој сезони музичког такмичења IDJ Show, улази у топ 12 такмичара и добија прилику да сними своју песму и спот. Ментор јој је био Реља Поповић. Била је модел за компанију Nike. Објављује дуетску песму са Џорџијем и песму Балерина 2023. године. Постаје заштитно лице компаније Reebok.

## Дискографија

### Синглови
- Bye, bye (2022)
- Заборави са Џорџијем (2023)
- Балерина (2023)
- Тамбуре са Валентином Николић (2024)
- Со со со (2024)

#### Обраде
- Бели град (2021)
- Срећан пут (2022)
- Ведро небо x Шећеру x Проблем мање (2022)
- Из далека са Амном (2022)
- Еликсир са Џорџијем (2022)
- Промашена (2022)
- Тако ми имена са Валентином Николић (2023)